# Pierre Bernard de Pontet
Pour les articles homonymes, voir Pontet (homonymie).
Pierre Bernard de Pontet est un homme politique français né le 16 octobre 1764 à Bordeaux et mort le 22 janvier 1836 à Bordeaux (Gironde).

## Biographie
Propriétaire du domaine viticole de Pontet-Canet, il est député de la Gironde de 1815 à 1824, siégeant dans la minorité de la Chambre introuvable puis avec la droite modérée. Il est conseiller général de 1820 à 1829.

### Sources
- « Pierre Bernard de Pontet », dans Adolphe Robert et Gaston Cougny, Dictionnaire des parlementaires français, Edgar Bourloton, 1889-1891 [détail de l’édition]